# Маныловица (деревня)
Маныловица — деревня в Тотемском районе Вологодской области.
Входит в состав Погореловского сельского поселения, с точки зрения административно-территориального деления — в Погореловский сельсовет.
Расположена на левом берегу реки Маныловка. Расстояние по автодороге до районного центра Тотьмы — 60,8 км, до центра муниципального образования деревни Погорелово — 3,5 км. Ближайшие населённые пункты — Горбенцово, Погорелово, Фоминское.
По переписи 2002 года население — 88 человек (39 мужчин, 49 женщин). Преобладающая национальность — русские (97 %).
В деревне Маныловица родился Феликс Феодосьевич Кузнецов — критик и литературовед, директор Института мировой литературы РАН (1987—2005).